# Anthony van Haersolte

Familiewapen Van Haersolte

Anthony van Haersolte of Anthonij van Haersolte tot Elsen (Bredevoort, gedoopt in maart 1640 - Vollenhove, Kasteel Toutenburg, 30 juni 1701) was de enige overlevende van het gezin Haersolte die dramatisch aan het einde van hun leven kwamen na de Kruittorenramp op Kasteel Bredevoort. Hij was heer van Elsen en Bredenhorst, drost van Vollenhove en stichter van het Haersolte-Armenhuis in Zwolle.

## Geschiedenis
Anthony was zoon van Wilhelm van Haersolte, drost van de heerlijkheid Bredevoort. Hij trouwde in 1675 met Johanna van Haersolte tot Bredenhorst. Zij kregen vier kinderen: Willem (1677-1730), Johanna Gerardine (1690-1739), Anthoni Swier (1690-1733), heer van Elsen, Bredenhorst, Zwaluwenborg en Staverden en Geertruid van Haersolte (1692-1764).

### Haersolte Armenhuis
Van Haersolte richtte in Zwolle het Haersolte-Armenhuis op. Waarschijnlijk zorgde Anthony ervoor, dat enkele bedienden die de kruittorenramp overleefd hadden en door de verwoesting van het kasteel brodeloos waren geworden, in een daartoe gesticht huis van een onbezorgde oude dag konden genieten. Sindsdien bleef het armenhuis door de Van Haersoltes en aanverwante families in gebruik voor de vrouwelijke oudgedienden van de families Van Haersolte, Van Pallandt en Van Rechteren. Zij kregen bij wijze van pensioen onderdak in dit huis. De instelling verkreeg haar inkomsten uit renten van obligaties, uitgangen van enkele huizen en landerijen en legaten. De uitgaven voor voeding, brandstof, geneeskundige hulp van bewoners en onderhoud van de gebouwen konden steeds zonder moeite uit de aanwezige financiële middelen bestreden worden.